# Coniophora submembranacea
Coniophora submembranacea är en svampart som först beskrevs av Berk. & Broome, och fick sitt nu gällande namn av Mordecai Cubitt Cooke 1888. Coniophora submembranacea ingår i släktet Coniophora och familjen Coniophoraceae.   Inga underarter finns listade i Catalogue of Life.